# Elo (Hunderasse)
Der Elo ist eine nicht von der FCI anerkannte deutsche Hunderasse. Der Name „Elo“ unterliegt dem Markenschutz; die Zucht der Rasse wird von der Elo Zucht- und Forschungsgemeinschaft (EZFG) betreut. Diese ist nicht dem VDH oder der FCI angeschlossen.

## Geschichte
Das Elo-Zuchtprojekt begann 1987 unter dem Namen „Eloschaboro“, der auf die drei wichtigsten Ausgangsrassen – Eurasier, Bobtail und Chow-Chow – hinweisen soll. Zur Verbreiterung der Zuchtbasis und der Erweiterung des Genpools wurden später noch Samojede und Dalmatiner eingekreuzt. Im Fokus der Kreuzung standen der Eurasier und der Bobtail, welche weiterhin vereinzelt beim Elo eingekreuzt werden. Ziel des Zuchtprojekts war es, einen Familien- und Gesellschaftshund zu züchten, der die Vorteile dieser Rassen in sich vereinigen sollte. Selektiert wurde dabei vor allem auf Wesen und Gesundheit; Felltyp und Fellfarbe waren sekundär. Der Standard wurde ebenfalls im Hinblick auf die Gesundheit abgefasst: Stehohren, die nicht zu Ohrenentzündungen neigen sollen, ein gerader Rücken, der Hüftdysplasie vorbeugen soll, und eine Ringelrute, die weniger gegen Gegenstände schlagen soll und so das Verletzungsrisiko verringert.
Nachdem die Hunderasse erst Eloschaboro genannt wurde, wählte man die Kurzform Elo (Eurasier, Bobtail, Chow), die als Marke registriert ist. Inhaber der Markenrechte innerhalb der EU und der Schweiz sind Heinz und Marita Szobries, die Begründer der Rasse. Mit dem Markenschutz der Hunderasse soll erreicht werden, dass der Markeninhaber die Lizenz an einen einzigen Zuchtverband erteilt, dessen Mitglieder die vorgeschriebenen Anforderungen an ihre Zuchthunde erfüllen müssen. Dadurch soll auch vermieden werden, dass die Interessenten für einen Elo an einen unautorisierten Züchter oder Hundehändler geraten, der seine Welpen unter dem Namen Elo verkauft. Im Jahr 2022 gab es rund 157 Elo-Zuchtstätten in Deutschland, Österreich, der Schweiz, Belgien und Dänemark.
Eine Untervariante ist der kleine Elo. Hier wurden zusätzlich noch Kleinspitz, Mittelspitz, Pekingese und Japan-Spitz für die Zucht hinzugenommen.
Folgende Rassen waren an der Entwicklung der heutigen Elo-Population als Gründertiere beteiligt: Bobtail (= Old English Sheepdog), Eurasier, Chow-Chow, Deutscher Spitz, Dalmatiner, Japanspitz, Samojede, Pekinese.

## Zucht
Zum Zuchteinsatz ist eine Ankörung erforderlich, in der die Hunde in einem Standard- und Wesenstest nach vorgegebenen Punkten bewertet werden. Getestet wird dabei unter anderem eine hohe Reizschwelle und Spielfreudigkeit.
Daneben sind auch gesundheitliche Untersuchungen vorgeschrieben: Es wird nur mit HD-Grad A oder B gezüchtet, wobei Grad B nur mit einem A-Partner verpaart werden darf. In der Kleinelozucht sind HD-B x HD-B Verpaarungen als Ausnahmen zulässig, müssen jedoch von dem Züchter als solche bei der Zuchtleitung beantragt und von dieser schriftlich genehmigt werden. Eine tierärztliche Untersuchung der Augen und der Kniescheibe (Patella) ist zur Zuchtzulassung ebenfalls vorgeschrieben.

## Wesen
Das Zuchtziel beim Elo ist ein eher ruhiger und recht anspruchsloser Familienhund. Er hat meist eine sehr hohe Reizschwelle und sollte wenig oder kein Jagdverhalten zeigen. Er hat ein mittleres Bewegungsverlangen und ist selbstbewusst und spielfreudig. Das Sozialverhalten des Elos steht im Mittelpunkt der Zucht und wird durch spezielle Zuchtprogramme beeinflusst.
Nach Angaben des Zuchtverbands zeigen etwa 80 % der ELOs die gewünschten rassetypischen Merkmale.

## Aussehen

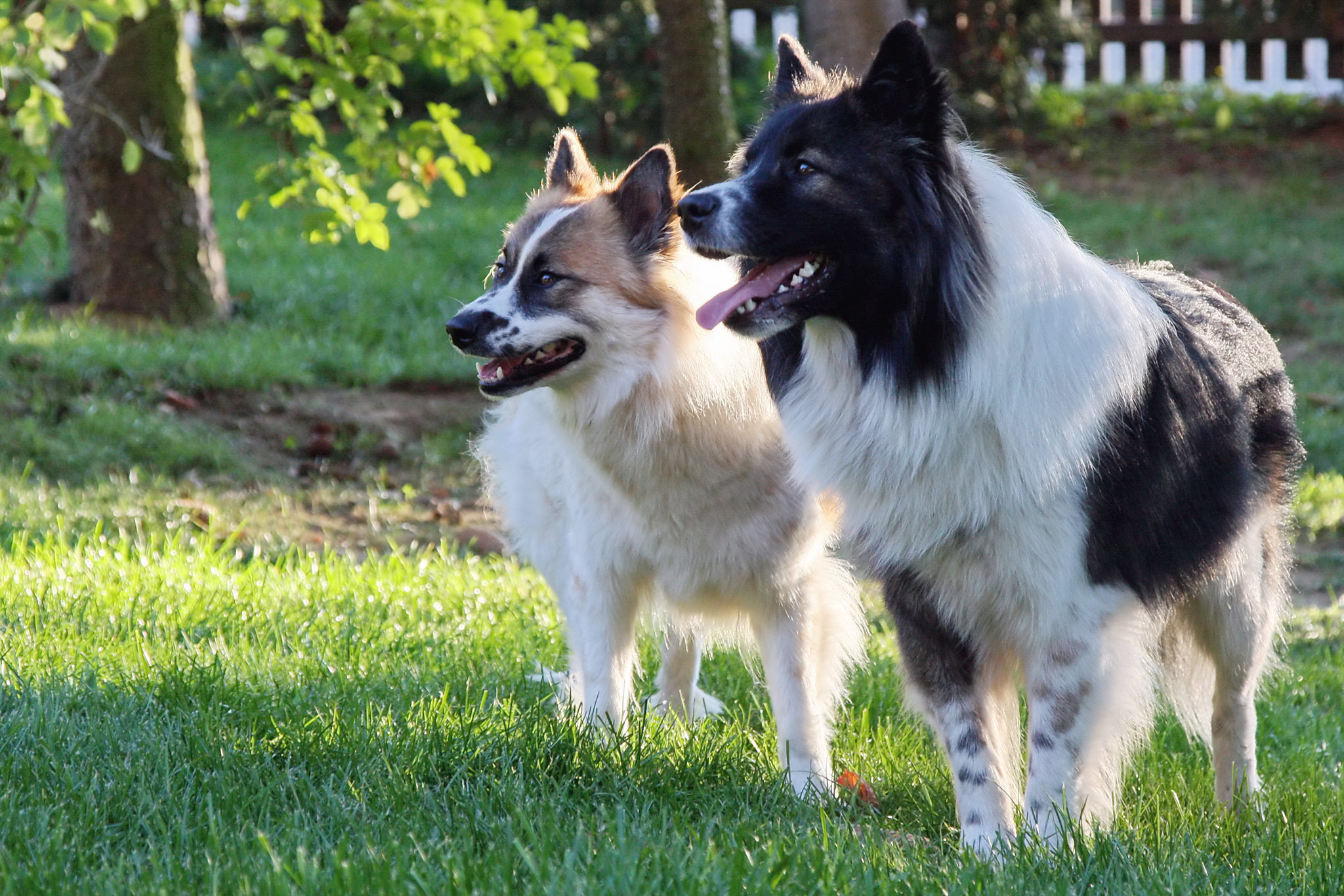
Groß-Elos, Glatthaar

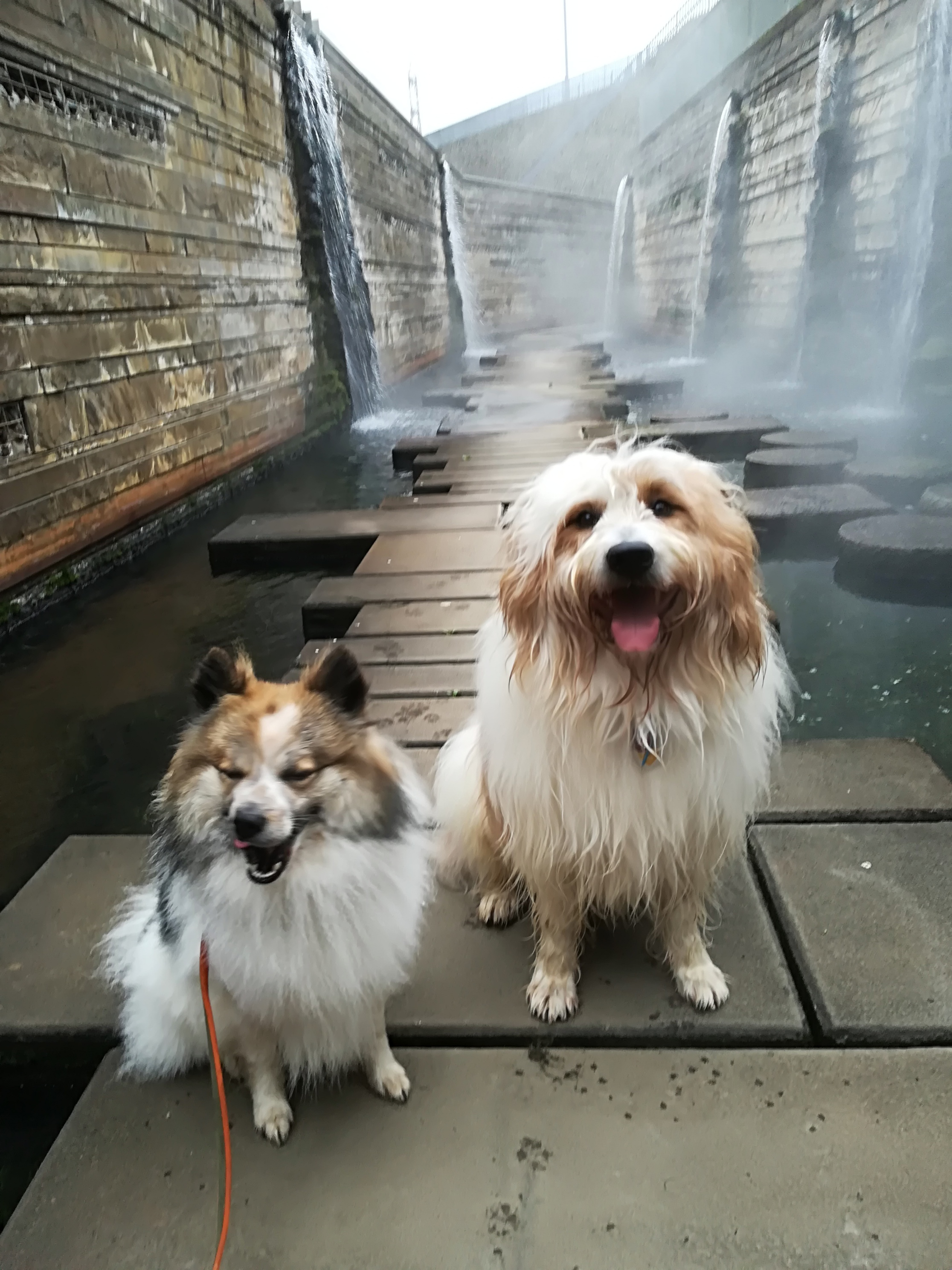
Klein-Elo mit Glatthaar und Groß-Elo mit Rauhhaar

Elos haben mittelgroße, weit auseinanderstehende gut bewegliche Stehohren, sie tragen die Rute über den Rücken gerollt. Elos werden in unterschiedlichen Farben, auch gescheckt mehrfarbig gezüchtet. Sie haben kleine runde Pfoten.
Der Elo wird in zwei Größen jeweils mit zwei Varianten des Fells gezüchtet:
- Großer Elo 46 – 60 cm Schulterhöhe mit 22 – 35 kg
- Kleiner Elo 35 – 45 cm Schulterhöhe mit 10 – 15 kg
- Glatthaar
- Rauhaar

Das Aussehen innerhalb dieser Gruppen fällt sehr unterschiedlich aus, der glatthaarige Elo sieht einem Eurasier, der Rauhaarige einem Bobtail, allerdings mit Stehohren, am ähnlichsten. Die Bezeichnungen Glatthaar und Rauhaar beziehen sich hierbei ausschließlich auf die unterschiedlich lange Gesichts- und Beinbehaarung. Das Körperfell kann bei beiden Varianten haptisch und optisch identisch sein. Bei der Verpaarung von Glatthaar-Elos treten ausschließlich Glatthaarwelpen auf und bei einer Glatt/Rau- bzw. Rau/Rau-Verpaarung können Welpen Glatthaar oder Rauhaar haben. Farbgebungen und Scheckungen sind meist sehr unterschiedlich.

## Krankheiten
Aus züchterischer Sicht besteht beim Elo das Problem der geringen Populationsgröße mit der Gefahr von Inzucht und deren Folgeerscheinungen von Inzuchtdepression, gehäuftem Auftreten von Erbkrankheiten, darunter unter anderen das häufige Vorkommen von Distichiasis, in deren Folge Hornhautschädigungen entstehen können. Beim Elo ist Sebadenitis, eine erbliche entzündliche Erkrankung der Talgdrüsen, bekannt.
Im Jahr 2007 kam die Autorin einer Dissertation zu dem Schluss, dass, obwohl an der Gründung des Elos vier Bobtails beteiligt waren, beim Elo nicht mit dem Auftreten des MDR1-Defekts zu rechnen ist. Sie wies aber darauf hin, dass dennoch Veränderungen des MDR1-Gens mit Auswirkungen auf die Wirksamkeit von Arzneimitteltherapien auftreten könnten.